# Иван Броз
Иван Броз (на хърватски: Ivan Broz) е хърватски езиковед и литературен историк.

## Биография
Броз е роден през 1852 г. в Кланец, където посещава начално училище, след което се премества във Вараждин. Учи в гимназии в Карловац, Пожега и Загреб, където завършва. Учи богословие в Инсбрук, но решава да изучава хърватски език, история и география в Загребския университет. Преподава в гимназиите в Загреб, Осиек и Пожега. Броз получава докторска степен през 1888 г. Посещава лекциите на Ватрослав Ягич по славистика във Виена и се отправя на научно пътуване из Босна и Херцеговина и Южна Хърватия, където в крайна сметка се разболява. Иван Броз умира в Загреб през 1893 г.

## Дейност
През 1885 г. е назначен за главен редактор на „Хърватски народни песни“ (Hrvatske narodne pjesme) при Матица Хърватска. В своите „Чертици от хърватската книжовност“ Броз прави обширен преглед на най-старите хърватски литературни паметници. Той е автор на изследване за хърватския императив и на множество пуристични статии (Filologičke sitnice). През 1889 г. той е назначен да направи нормативно упътване за хърватския език.
През 1892 г. публикува най-важния си труд, „Хърватски правопис“ (Hrvatski pravopis), който е препечатван до 1916 г. Това упътване се основава на идеите за правопис на Вук Караджич и полага основите на хърватския фонетичен правопис, използван и до днес.